# African Handball Confederation
L'African Handball Confederation, spesso indicata con l'acronimo CAHB, è il massimo organo regolatore della pallamano in Africa. Rappresenta le federazioni nazionali degli stati africani.

## Storia
L'African Handball Confederation nasce il 15 gennaio 1973 a Lagos, Nigeria, durante il primo congresso presieduto dall'allora vice presidente dell'International Handball Federation, lo spagnolo Alberto de San Roman. Il primo presidente eletto fu il senegalese Babacar Fall.
La confederazione ha sede a Abidjan, in Costa d'Avorio.

## Presidenti CAHB
| Anni      | Presidente           |
| --------- | -------------------- |
| 1973→1993 | Babacar Fall         |
| 1993→1996 | Nabil Salem          |
| 1996→2008 | Christophe Yapo Achy |
| 2008→     | Mansourou Aremou     |

## Segretari generali CAHB
| Anni      | Presidente                |
| --------- | ------------------------- |
| 1973→1978 | Issa Ahmed                |
| 1978→1993 | Christophe Yapo Achy      |
| 1993→2000 | Ferdinand Kitsadi Zorrino |
| 2000→2008 | Mansourou Aremou          |
| 2008→2012 | Nicole Assele             |
| 2012→     | Charles Omboumahou        |

## Consiglio CAHB

Le zone di divisione della CAHB (Zona 1 rosso, Zona 2 arancione, Zona 3 giallo, Zona 4 verde, Zona 5 azzurro, Zona 6 viola, Zona 7 fucsia)

| Titolo                  | Presidente                  |
| ----------------------- | --------------------------- |
| Presidente              | Mansourou Aremou            |
| Primo vice presidente   | Medhat El-Beltagy           |
| Secondo vice presidente | Pedro Godinho               |
| Segretario generale     | Charles Omboumahou          |
| Tesoriere               | Auguste Dogbo               |
| Consiglieri             | François Gnamian            |
| Consiglieri             | Diouf Seydou                |
| Consiglieri             | Habib Labane                |
| Presidente Zona 1       | Mourad Mestiri              |
| Presidente Zona 2       | Camara Mamadouba            |
| Presidente Zona 3       | Alain Patrick Pare          |
| Presidente Zona 4       | Amos Mbayo Kitenge          |
| Presidente Zona 5       | Sheila Agonzibwa Richardson |
| Presidente Zona 6       | Ruth Saunders               |

## Federazioni affiliate

### Zona 1
| Codice | Paese   | Federazione                             |
| ------ | ------- | --------------------------------------- |
| ALG    | Algeria | Fédération Algérienne de Handball       |
| LIB    | Libia   | Libyan Handball Federation              |
| MOR    | Marocco | Fédération Royale Marocaine de Handball |
| TUN    | Tunisia | Fédération Tunisienne de Handball       |

### Zona 2
| Codice | Paese         | Federazione                                |
| ------ | ------------- | ------------------------------------------ |
| CPV    | Capo Verde    | Federaçao Caboverdiana de Andebol          |
| GAM    | Gambia        | Gambia Handball Association                |
| GUI    | Guinea        | Federation Guineenne de Handball Amateur   |
| GNB    | Guinea-Bissau | Fédération de Handball de la Guinée-Bissau |

| Codice | Paese        | Federazione                                                     |
| ------ | ------------ | --------------------------------------------------------------- |
| MLI    | Mali         | Fédération Malienne de Handball                                 |
| MRT    | Mauritania   | Federation de Handball de la République Islamique de Mauritanie |
| SEN    | Senegal      | Fédération Sénégalaise de Handball                              |
| SLE    | Sierra Leone | Sierra Leone Handball Association                               |

### Zona 3
| Codice | Paese          | Federazione                       |
| ------ | -------------- | --------------------------------- |
| BEN    | Benin          | Fédération Béninoise de Handball  |
| BFA    | Burkina Faso   | Fédération Burkinabè de Handball  |
| CIV    | Costa d'Avorio | Fédération Ivoirienne de Handball |
| GHA    | Ghana          | Handball Association of Ghana     |

| Codice | Paese   | Federazione                           |
| ------ | ------- | ------------------------------------- |
| LBR    | Liberia | Liberia National Handball Association |
| NIG    | Niger   | Fédération Nigérienne de Handball     |
| NGA    | Nigeria | Handball Federation of Nigeria        |
| TOG    | Togo    | Fédération Togolaise de Handball      |

### Zona 4
| Codice | Paese              | Federazione                           |
| ------ | ------------------ | ------------------------------------- |
| CMR    | Camerun            | Fédération Camerounaise de Handball   |
| CHA    | Ciad               | Fédération Tchadienne de Handball     |
| GAB    | Gabon              | Fédération Gabonaise de Handball      |
| GEQ    | Guinea Equatoriale | Equatorial Guinea Handball Federation |

| Codice | Paese               | Federazione                                  |
| ------ | ------------------- | -------------------------------------------- |
| RCA    | Rep. Centrafricana  | Fédération Centrafricaine de Handball        |
| CON    | Rep. del Congo      | Fédération Congolaise de Handball            |
| RDG    | RD del Congo        | Fédération de Handball du Congo Démocratique |
| STP    | São Tomé e Príncipe | Federaçao Santomense de Andebol              |

### Zona 5
| Codice | Paese   | Federazione                         |
| ------ | ------- | ----------------------------------- |
| BDI    | Burundi | Fédération Burundaise de Handball   |
| EGY    | Egitto  | Egyptian Handball Federation        |
| ETH    | Etiopia | Ethiopian Handball Federation       |
| DJI    | Gibuti  | Fédération Djiboutienne de Handball |
| KEN    | Kenya   | Kenya Handball Federation           |
| RWA    | Ruanda  | Fédération Rwandaise de Handball    |

| Codice | Paese         | Federazione                           |
| ------ | ------------- | ------------------------------------- |
| SOM    | Somalia       | Somali Handball Federation            |
| SUD    | Sudan         | Sudan Handball Association            |
| SSD    | Sudan del Sud | South Sudan Handball Federation       |
| TZA    | Tanzania      | Tanzania Amateur Handball Association |
| UGA    | Uganda        | Uganda Handball Federation            |

### Zona 6
| Codice | Paese    | Federazione                           |
| ------ | -------- | ------------------------------------- |
| ANG    | Angola   | Federaçao Angolana de Andebol         |
| BWA    | Botswana | Handball Association of Botswana      |
| SWZ    | eSwatini | Handball Association of Swaziland     |
| LSO    | Lesotho  | Lesotho National Handball Association |
| MWI    | Malawi   | Malawi Handball Association           |

| Codice | Paese     | Federazione                       |
| ------ | --------- | --------------------------------- |
| MOZ    | Mozambico | Federaçao Moçambicana de Andebol  |
| NAM    | Namibia   | Namibia Handball Federation       |
| ZAF    | Sudafrica | South African Handball Federation |
| ZAM    | Zambia    | Handball Association of Zambia    |
| ZIM    | Zimbabwe  | Zimbabwe Handball Federation      |

### Zona 7
| Codice | Paese      | Federazione                       |
| ------ | ---------- | --------------------------------- |
| COM    | Comore     | Fédération Comorienne de Handball |
| MDG    | Madagascar | Fédération Malgache de Handball   |
| MAU    | Mauritius  | Mauritius Handball Association    |
| SYC    | Seychelles | Seychelles Handball Federation    |

## Competizioni

### Squadre nazionali
- Campionato africano maschile di pallamano
- Campionato africano femminile di pallamano
- Campionato africano maschile juniores di pallamano
- Campionato africano femminile juniores di pallamano
- Campionato africano maschile giovanile di pallamano
- Campionato africano femminile giovanile di pallamano

### Squadre di club
- CAHB Champions League (maschile)
- CAHB Champions League (femminile)
- CAHB Cup Winners'Cup (maschile)
- CAHB Cup Winners'Cup (femminile)
- Supercoppa africana di pallamano (maschile)
- Supercoppa africana di pallamano (femminile)